# Deepstaria enigmatica
Deepstaria enigmatica är en manetart som beskrevs av Russell 1967. Deepstaria enigmatica ingår i släktet Deepstaria och familjen Ulmaridae. Inga underarter finns listade i Catalogue of Life.